# Welington (piłkarz)
Welington Damascena Santos (ur. 19 lutego 2001 w São Paulo) – brazylijski piłkarz występujący na pozycji lewego obrońcy, od 2020 roku zawodnik São Paulo.